# Francisco de Bourbon, Duque de Beaufort
Francisco de Bourbon, Duque de Beaufort (16 de janeiro de 1616 – 25 de junho de 1669), também conhecido como Francisco de Vendôme, foi filho de de César de Bourbon, Duque de Vendôme e de Francisca de Lorena, Duquesa de Mercoeur, e neto do rei Henrique IV de França. Era primo co-irmão do rei Luís XIV de França.

## Biografia
Entra muito jovem no exército, participando da expedição de Saboia desde 1628, com apenas doze anos. Destaca-se nos locais das cidades de Corbie, Hesdin e Arras.
Seguindo o exemplo de seu pai, ele conspira contra o Cardeal Richelieu e tem que se exilar por um tempo na Inglaterra.
Em 1643, ele foi o líder de uma conspiração contra o Cardeal Mazarin. Ana da Áustria manda prendê-lo e encarcerá-lo no Castelo de Vincennes, do qual ele escapa em 1648. Esconde-se primeiro no Castelo de Chenonceau e depois em Vendôme.
Desempenha um papel importante durante a Fronda de 1649. Em 1652, quando o duque de Némours discordou de Francisco, seu cunhado, ele duelou com ele e o matou. Os parisienses o apelidam de "Rei de Halles".
Submetido, ele se reconciliou com a coroa em 1653 e foi encarregado de várias expedições importantes. Nomeado com o cargo de grão-mestre, chefe e superintendente geral de navegação, ele comandou em 1662 a frota francesa e alcançou vários sucessos contra os turcos no Mediterrâneo.
Em 1665, luta duas vezes contra os argelinos no mar. Em 1669, ele ajudou os venezianos a lutar contra os turcos e instruiu as tropas francesas a defender Cândia (atual Heraclião) contra as tropas otomanas. Ele foi morto durante um ataque em 25 de junho de 1669.
Seu corpo nunca foi descoberto no campo de batalha, esse desaparecimento levará a um certo surgimento de lendas nos séculos XVII e XVIII, como ter sido um famoso prisioneiro de um sultão ou identificado como o homem da máscara de ferro.

## Ficção
O duque de Beaufort aparece em Vinte Anos Depois de Alexandre Dumas, bem como em sua continuação, O Visconde de Bragelonne. Ele também é um dos principais heróis do romance em três volumes de Juliette Benzoni, Secreto de Estado.